# Navesti
Navesti är en by (estniska: küla) i centrala Estland. Den ligger i Suure-Jaani kommun och landskapet Viljandimaa, 100 km söder om huvudstaden Tallinn. Navesti ligger 56 meter över havet och antalet invånare är 120.
Runt Navesti är det glesbefolkat, med 9 invånare per kvadratkilometer. Närmaste större samhälle är Olustvere, 4 km sydost om Navesti. Omgivningarna runt Navesti är en mosaik av jordbruksmark och naturlig växtlighet. Norr om byn rinner floden Navesti jõgi.  